# Ototyphlonemertidae
Ototyphlonemertidae  (лат.) — семейство вооружённых немертин из отряда Monostilifera. Представители семейства имеют длину тела от 3-4 мм до 6 см. Виды рода Ototyphlonemertes лишены глаз, виды рода Otonemertes их число 2 или 6. В эпидермисе нет минеральных включений. Имеют мешковидные гонады и пару статоцистов. Статоцисты с 1, 2 или несколькими статолитами. У многих видов церебральные органы частично или полностью редуцированы. Встречаются повсеместно (главным образом, в тропических и субтропических водах), кроме арктических и антарктических морей. В России несколько видов отмечено в Японском и Черном морях. Обитают  в интерстициали, главным образом на песчаной литорали. Otonemertes denisi - пресноводный вид. Питаются мелкими аннелидами и ракообразными. Личинки свободноплавающие, с двумя глазами. .

## Таксономия
В настоящее время к семейству относят около 30 видов:
- Otonemertes Dawydoff, 1937
  - Otonemertes denisi Dawydoff, 1937
  - Otonemertes marcusi Corrêa, 1958
- Ototyphlonemertes Diesing, 1863
  - Ototyphlonemertes americana Gerner, 1969
  - Ototyphlonemertes ani Chernyshev, 2007
  - Ototyphlonemertes antipai Müller, 1968
  - Ototyphlonemertes aurantiaca (du Plessis, 1891)
  - Ototyphlonemertes aurita (Uljanin, 1870)
  - Ototyphlonemertes brevis Corrêa, 1948
  - Ototyphlonemertes brunnea Bürger, 1895
  - Ototyphlonemertes cirrula Mock & Schmidt, 1975
  - Ototyphlonemertes claparedii (du Plessis, 1891)
  - Ototyphlonemertes correae Envall, 1996
  - Ototyphlonemertes dolichobasis Kajihara, 2007
  - Ototyphlonemertes duplex Bürger, 1895
  - Ototyphlonemertes erneba Corrêa, 1950
  - Ototyphlonemertes esulcata Senz, 1993
  - Ototyphlonemertes evelinae Corrêa, 1948
  - Ototyphlonemertes fila Corrêa, 1953
  - Ototyphlonemertes lactea Corrêa, 1954
  - Ototyphlonemertes macintoshi Bürger, 1895
  - Ototyphlonemertes martynovi Chernyshev, 1993
  - Ototyphlonemertes nikolaii Chernyshev, 1998
  - Ototyphlonemertes pallida (Keferstein, 1862)
  - Ototyphlonemertes parmula Corrêa, 1950
  - Ototyphlonemertes pellucida Coe, 1943
  - Ototyphlonemertes santacruzensis Mock & Schmidt, 1975
  - Ototyphlonemertes spiralis Coe, 1940
  - Ototyphlonemertes valentinae Chernyshev, 2003
  - Ototyphlonemertes victoriae Stiasny-Wijnhoff, 1942